# Арним, Ганс-Юрген фон
Ганс-Ю́рген Теодор Бернхард фон А́рним (нем. Hans-Jürgen Theodor Bernhard von Arnim; 4 апреля 1889 — 1 сентября 1962) — генерал-полковник немецкой армии (1942). Участник Первой и Второй мировых войн.

## Начало военной карьеры
Поступил на военную службу в апреле 1908 года фанен-юнкером (кандидат в офицеры) в 4-й крепостной гвардейский полк. В августе 1909 года — произведён в лейтенанты. С октября 1913 года — батальонный адъютант.

## Первая мировая война
С началом войны лейтенант фон Арним — адъютант батальона 93-го пехотного полка, вместе с которым воюет в Бельгии и Северной Франции. 23 августа 1914 года ранен. В сентябре 1914 года награждён Железным крестом 2-й степени, позже, в ноябре 1914 года и 1-й степени. С ноября 1914 по июнь 1915 года — и. о. адъютанта 93-го пехотного полка.
В январе 1915 года получил звание обер-лейтенанта и в ноябре 1915 года назначен командиром пехотной роты того же полка. Вместе со своей ротой в течение года, до июля 1916 года он служил во Фландрии, когда был вторично ранен. После чего был отправлен на Восточный фронт.
На Восточном фронте Арним был офицером для особых поручений 4-й гвардейской егерской дивизии. 27 января 1917 года ему присваивают звание гауптмана. После получения нового звания Ханс Юрген фон Арним отправляется в отпуск, и в марте 1917 года женится на Анне Марии фон Дехенд. Бракосочетание состоялось в Берлине 26 марта 1917 года.
Вскоре Ханс Юрген возвращается на Восточный фронт в свою дивизию, и в июле 1917 года становится дивизионным адъютантом. Однако уже в октябре 1917 года ему поручают командование пехотным батальоном, с которым он сражается в последних боях Первой мировой войны на Западном фронте. Во время Первой мировой войны он зарекомендовал себя толковым офицером как на работе в штабе, так и в окопах. Помимо Железного креста обеих степеней был награждён ещё двумя орденами, получил серебряный знак за ранение.

## Карьера между мировыми войнами
После окончания войны он продолжает военную карьеру и становится одним из 4000 офицеров нового, значительно сокращенного рейхсвера, получив под своё командование роту 29-го пехотного полка.
С 1920 по 1921 год он командовал батальоном во 2-й дивизии, а с 1921 по 1922 год был дивизионным адъютантом. Следующие два года фон Арним прослужил в Касселе в штабе группы армий. В октябре 1924 года его перевели в Имперское министерство обороны.
В октябре 1935 года принял командование 68-м пехотным полком, входившим во вновь сформированную 23-ю пехотную дивизию. В январе 1938 года произведён в генерал-майоры, с мая 1939 года — офицер специальных поручений верховного командования сухопутных сил.

## Вторая мировая война
Польша и Франция
12 сентября 1939 года принимает под своё командование 52-ю пехотную дивизию, находившуюся в стадии формирования. Эта дивизия вообще не участвовала в польском походе, а во французской кампании её задействовали лишь частично. Несмотря на это в декабре 1939 года фон Арниму присвоили звание генерал-лейтенанта.
В октябре 1940 года его перевели в Мюнхен и назначили командиром 17-й танковой дивизии. До этого момента он не имел никакого отношения к бронетанковым войскам.
СССР
17-я танковая дивизия под командованием фон Арнима была задействована с первых дней войны против Советского Союза: она форсировала Буг севернее Брест-Литовска и 24 июня захватила Слоним. 26 июня приняла участие в отражении советской контратаки у Столбцов. 27 июня во время боя на окраине этого города генерал фон Арним был ранен. Его отправили в Польшу, а потом и в Берлин на лечение. Арним вернулся в свою дивизию после полного выздоровления и отпуска по ранению в сентябре 1941 года. Он принял участие в сражениях под Киевом, Вязьмой и Брянском. Тогда же, 4 сентября 1941 года фон Арним награждён Рыцарским крестом.
В ноябре 1941 года фон Арним назначен командующим 39-м танковым корпусом, а в декабре 1941 года произведен в генералы танковых войск.
Африка
С декабря 1942 года — командующий 5-й танковой армией (в Африке), в звании генерал-полковник. С марта 1943 года — командующий группой армий «Африка».
12 мая 1943 года взят в плен в Тунисе британскими войсками. Отпущен на свободу в июле 1947 года.

## Награды
- Железный крест (1914) (Королевство Пруссия)
  - 2-й класс (2 ноября 1914)
  - 1-й класс (16 сентября 1914)
- Королевский орден Дома Гогенцоллернов рыцарский крест с мечами (7 сентября 1918) (Королевство Пруссия)
- Ганзейский крест Гамбурга
- Знак за ранение в серебре (1918)
- Почётный крест ветерана войны с мечами (19 января 1935)
- Медаль «За выслугу лет в вермахте» 1-го класса (2 октября 1936)
- Пряжки к железному кресту
  - 2-й класс (8 октября 1939)
  - 1-й класс (3 ноября 1939)
- Немецкий крест в золоте (18 мая 1942)
- Рыцарский крест Железного креста (4 сентября 1941)
- Упоминался в «Вермахтберихте» (13 мая 1943)
- Манжетная лента «Африка»